# 大翔丸翔伍
大翔丸 翔伍（だいしょうまる しょうご、1991年7月10日 - ）は、大阪府大阪市平野区出身で、追手風部屋所属の現役大相撲力士。本名は川端  翔伍（かわばた しょうご）。身長174.5cm、体重160.0kg、血液型はA型。最高位は東前頭5枚目（2018年7月場所）。好物はオマール海老、レモン果汁。

## 来歴

### アマチュア時代
2001年、大阪市立加美北小学校4年生の時大東市相撲連盟で相撲の稽古を始めると、その年の大会でいきなり3位の好成績を残した。2003年、6年生の時にはわんぱく横綱の栄冠に輝き、中学校は親元を離れて明徳義塾中学校へ相撲留学した。3年生の時、全国都道府県中学生相撲選手権大会個人の部で優勝した。明徳義塾へスカウトした当時の監督が退任したこともあって内部進学はせず、高校はより高いレベルを求めて金沢学院東高等学校へ進学した。1年生の時から団体戦のレギュラーとなって何度も優勝に貢献したが、個人タイトルにはなかなか縁が無く、高校最後の大会で1度優勝したのみである。日本大学経済学部経済学科に進学すると、名門といわれる相撲部で1年生から団体戦のメンバーとなったが、2年生の時に左膝を負傷してしばらくレギュラーから外れた。怪我が癒えた後、4年生の時に副主将に就任した。全国学生相撲選手権大会は団体で3位だったものの個人は16強止まりだった。しかし、全日本相撲選手権大会では得意の押し相撲が冴え、準決勝では日大の後輩を、決勝では日大の当時の主将を破ってアマチュア横綱の栄誉に輝き、大相撲の幕下15枚目格付出の資格を取得した。本人は2015年5月場所2日目に放送されたNHK大相撲中継での新十両インタビューで「（この優勝が無ければ）普通に働いていたかもしれない」と語った。

### 入門
2014年2月、高校・大学の1年先輩である遠藤が所属している追手風部屋に入門した。アマチュア横綱が2年続けて同じ部屋に入門した初のケースである。同年3月場所で初土俵を踏み、初日に出羽疾風を得意の押しで破ってプロデビューした。3日目には高校で2学年上だった栃乃里も強烈なハズ押しで破って連勝スタートとしたが、5日目に琴宏梅に敗れてプロ初黒星を喫した。途中連敗も経験したが、最終的にこの場所は5勝2敗で終えた。目標とする豪風を手本に、まずは関取昇進を目指すところであったが、同年9月場所と11月場所は3勝4敗としばしの足踏みを余儀なくされた。

### 十両昇進
幕下12枚目から出直しとなった2015年は、1月場所で大きく勝ち越して3月場所では西幕下筆頭に昇進した。勝ち越せば十両昇進も見える状況で5番勝ち、場所後の番付編成会議にて同年5月場所での十両昇進が決定した。
十両昇進と同時に、それまで本名のままだった四股名を『大翔丸』に改めた。この四股名には「何かが欠けたら丸にならない。自分の相撲を完全に取り切ってほしい」という願いが込められている。しかし新十両の場所は壁に跳ね返されて負け越し、1場所で陥落。幕下から出直しとなった7月場所は7戦全勝の幕下優勝を果たした。十両に復帰した9月場所は負け越したが、十両通算3場所目となった11月場所では10日目に十両で初の勝ち越しを決めた。十両の優勝争いに千秋楽まで絡み、優勝は逃したが12勝3敗の好成績でこの場所を終えた。続く2016年1月場所も10勝5敗と大きく勝ち越した事により、同年3月場所で新入幕を果たした。

### 入幕してから
2016年、東の14枚目で迎えた新入幕の3月場所は千秋楽に勝ち越しを決め、続く5月場所も中盤に星を伸ばし9勝として、新入幕から二場所連続で勝ち越した。7月場所は先場所9勝ながら一気に5枚半上昇と番付運に恵まれ、初めて一桁の番付となる西の7枚目で迎えたが、千秋楽に黒星で7勝8敗の負け越し。東の8枚目で迎えた9月場所は右足首付近を痛めた状態で出場し、初日から5連敗。中日の栃ノ心戦は、勝負が決まる前に力を抜く場面があったため無気力相撲の認定を受け（相手の栃ノ心は該当せず）、相撲協会審判部から師匠の追手風を通じて注意を受けた。場所の成績も4勝11敗と幕内で初めて二桁の黒星を喫した。11月場所は番付運に恵まれ、4枚下降の東の12枚目で迎えた。この場所から3場所続けて7勝8敗と負け越した。2017年5月場所は先場所負け越しながら番付据え置きの西の13枚目で迎え、13日目に勝ち越して8勝7敗。6場所ぶりの勝ち越しとなった。西の11枚目で迎えた7月場所は千秋楽に敗れて7勝8敗。9月場所は東の12枚目で迎え、中日を終えた時点で7勝1敗と好調を維持した。この場所は上位陣が軒並み休場や不振に苦しんでいたことで、幕内下位ながら優勝争いに食い込むかと思われたが、9日目から4連敗して脱落した。それでも残りは3連勝で締め、自身初の幕内二桁白星の10勝を挙げた。2018年1月場所3日目に不戦勝を得る幸運に恵まれ11日目に6勝目を挙げたが、12日目から3連敗して負け越しが確定した。千秋楽では勝ったが7勝8敗の負け越し。続く3月場所は1枚半下降の東前頭13枚目となりやや番付運に恵まれなかった。2022年5月場所は西十両11枚目の地位で4勝11敗と大きく負け越し、これにより40場所連続で守り抜いた関取の地位を失った。東幕下5枚目の地位で迎えた同年11月場所の2番相撲では、元大関の朝乃山と対戦、過去5戦全勝と負けなしだったが、寄り切りで初黒星を喫した。

## エピソード

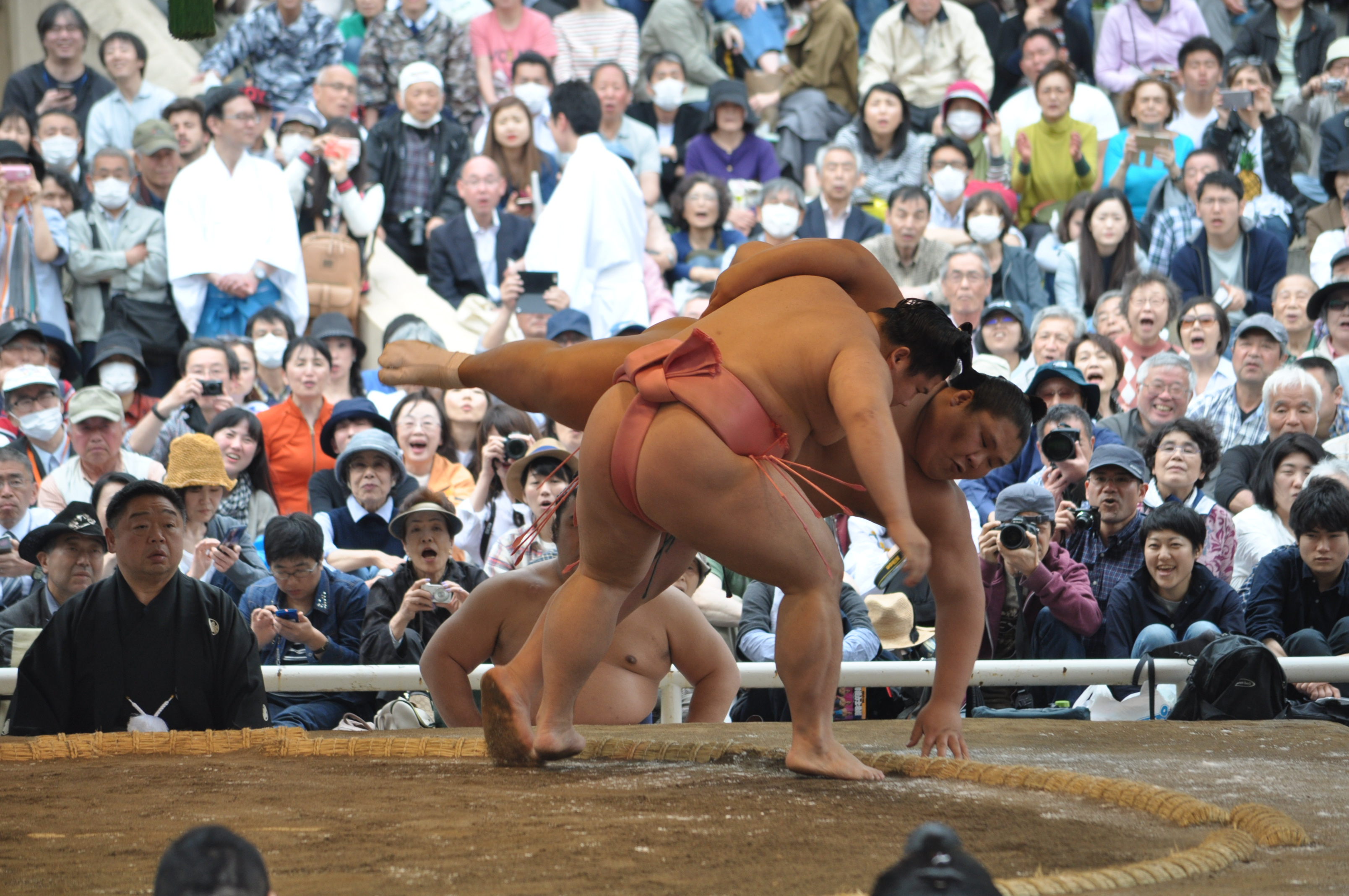
靖国神社奉納大相撲 大翔丸関の相手は宇良関（2017年4月17日撮影）

- 普段はあまり食べないが、2016年夏巡業中はかき氷で涼を取った。同巡業中、日刊スポーツの記事に使用する絵としてかき氷の絵を書き、大翔丸は描いたかき氷にかかっているシロップについて「レモン味です。酸っぱいのが大好きで、何を食べるのにもレモンを搾ります」と話していた[3]。
- 容姿が錦洋幸治に似ており、相撲雑誌の投書でもその点をファンに指摘されている[20]。
- 2018年3月場所時点では、どの幕内力士よりも大阪府立体育会館に近い平野区の出身者だが、大阪場所での声援は今一つ[21]。
- 永谷園のCMでは、同部屋の遠藤の横で鍋を囲み和やかな表情で売り上げをアップさせる起爆剤に。

## 主な成績
2025年7月場所終了現在

### 通算成績
- 通算成績：386勝417敗1休（68場所）
- 幕内成績：127勝158敗（19場所）

### 各段優勝
- 幕下優勝：1回（2015年7月場所）

### 場所別成績
| | 一月場所 初場所（東京） | 三月場所 春場所（大阪） | 五月場所 夏場所（東京） | 七月場所 名古屋場所（愛知） | 九月場所 秋場所（東京） | 十一月場所 九州場所（福岡） |
| --- | ----------------------- | ----------------------- | ----------------------- | --------------------------- | ----------------------- | --------------------------- |
| 2014年 （平成26年） | x                       | 幕下付出15枚目 5–2      | 西幕下8枚目 4–3         | 東幕下6枚目 4–3             | 東幕下4枚目 3–4         | 東幕下7枚目 3–4             |
| 2015年 （平成27年） | 東幕下12枚目 6–1        | 西幕下筆頭 5–2          | 西十両12枚目 6–9        | 東幕下2枚目 優勝 7–0        | 西十両8枚目 6–9         | 東十両12枚目 12–3           |
| 2016年 （平成28年） | 東十両5枚目 10–5        | 東前頭14枚目 8–7        | 東前頭13枚目 9–6        | 西前頭7枚目 7–8             | 東前頭8枚目 4–11        | 東前頭12枚目 7–8            |
| 2017年 （平成29年） | 西前頭12枚目 7–8        | 西前頭13枚目 7–8        | 西前頭13枚目 8–7        | 西前頭11枚目 7–8            | 東前頭12枚目 10–5       | 東前頭7枚目 4–11            |
| 2018年 （平成30年） | 西前頭11枚目 7–8        | 東前頭13枚目 9–6        | 東前頭9枚目 9–6         | 東前頭5枚目 5–10            | 西前頭9枚目 5–10        | 西前頭14枚目 6–9            |
| 2019年 （平成31年 /令和元年） | 西前頭16枚目 3–12       | 西十両5枚目 6–9         | 西十両8枚目 8–7         | 西十両7枚目 9–6             | 東十両5枚目 10–5        | 東前頭15枚目 5–10           |
| 2020年 （令和2年） | 東十両3枚目 7–8         | 西十両4枚目 5–10        | 感染症拡大 により中止   | 東十両7枚目 8–7             | 東十両5枚目 5–10        | 西十両9枚目 8–7             |
| 2021年 （令和3年） | 西十両8枚目 11–4        | 西十両2枚目 6–9         | 西十両4枚目 4–11        | 東十両11枚目 9–6            | 東十両7枚目 9–6         | 東十両3枚目 5–10            |
| 2022年 （令和4年） | 西十両6枚目 6–9         | 西十両8枚目 5–10        | 西十両11枚目 4–11       | 西幕下3枚目 3–3–1           | 西幕下3枚目 3–4         | 東幕下5枚目 2–5             |
| 2023年 （令和5年） | 東幕下12枚目 2–5        | 東幕下25枚目 2–5        | 東幕下42枚目 6–1        | 西幕下18枚目 2–5            | 西幕下35枚目 4–3        | 東幕下28枚目 5–2            |
| 2024年 （令和6年） | 東幕下20枚目 6–1        | 東幕下8枚目 4–3         | 東幕下5枚目 3–4         | 東幕下8枚目 4–3             | 東幕下5枚目 3–4         | 東幕下9枚目 1–6             |
| 2025年 （令和7年） | 西幕下34枚目 3–4        | 西幕下43枚目 4–3        | 東幕下36枚目 4–3        | 東幕下27枚目 2–5            | x                       | x                           |
| 各欄の数字は、「勝ち-負け-休場」を示す。 優勝 引退 休場 十両 幕下 三賞：敢=敢闘賞、殊=殊勲賞、技=技能賞 その他：★=金星 番付階級：幕内 - 十両 - 幕下 - 三段目 - 序二段 - 序ノ口 幕内序列：横綱 - 大関 - 関脇 - 小結 - 前頭（「#数字」は各位内の序列） |                         |                         |                         |                             |                         |                             |

## 合い口
2025年7月場所終了現在
（以下は最高位が横綱・大関の現役力士）
- 元大関・朝乃山には5勝。いずれも朝乃山の大関昇進前の対戦である。
- 元大関・正代には1勝3敗。いずれも正代の大関昇進前の対戦である。
- 元大関・御嶽海には1勝2敗。いずれも御嶽海が大関昇進前の対戦である。

（以下は最高位が横綱・大関の引退力士）
- 元横綱・照ノ富士には1勝(うち不戦勝1)。
- 元大関・琴奨菊には1勝2敗。いずれも琴奨菊の大関陥落後の対戦である。
- 元大関・豪栄道には1敗。
- 元大関・栃ノ心には4敗。いずれも栃ノ心の大関昇進前の対戦である。
- 元大関・貴景勝には3勝3敗。いずれも貴景勝の大関昇進前の対戦である。

### 幕内対戦成績
| 力士名   | 勝数 | 負数 | 力士名   | 勝数 | 負数 | 力士名   | 勝数 | 負数 | 力士名   | 勝数 | 負数 |
| -------- | ---- | ---- | -------- | ---- | ---- | -------- | ---- | ---- | -------- | ---- | ---- |
| 碧山     | 1    | 3    | 明瀬山   | 1    | 0    | 朝乃山   | 5    | 0    | 阿炎     | 1    | 1    |
| 天風     | 0    | 1    | 阿夢露   | 1    | 1    | 荒鷲     | 4    | 5    | 勢       | 5    | 3    |
| 石浦     | 2    | 8    | 逸ノ城   | 2    | 2    | 宇良     | 1    | 1    | 阿武咲   | 1    | 2    |
| 隠岐の海 | 2    | 4    | 魁聖     | 2    | 5    | 臥牙丸   | 2    | 4    | 輝       | 1    | 9    |
| 北太樹   | 0    | 1    | 豪栄道   | 0    | 1    | 琴恵光   | 1    | 2    | 琴奨菊   | 1    | 2    |
| 琴勇輝   | 5    | 2    | 佐田の海 | 4    | 7    | 里山     | 1    | 0    | 志摩ノ海 | 1    | 0    |
| 正代     | 1    | 3    | 松鳳山   | 3    | 2    | 青狼     | 0    | 1    | 蒼国来   | 3    | 3    |
| 貴景勝   | 3    | 3    | 貴ノ岩   | 2    | 3    | 隆の勝   | 2    | 1    | 宝富士   | 3    | 6    |
| 豪風     | 4    | 6    | 玉鷲     | 1    | 1    | 千代鳳   | 3    | 3    | 千代翔馬 | 3    | 8    |
| 千代大龍 | 5    | 5    | 千代皇   | 1    | 1    | 千代の国 | 4    | 4    | 千代丸   | 5    | 2    |
| 照強     | 1    | 0    | 照ノ富士 | 1(1) | 0    | 德勝龍   | 5    | 2    | 栃煌山   | 2    | 1    |
| 栃ノ心   | 0    | 4    | 豊響     | 3    | 1    | 錦木     | 8    | 3    | 英乃海   | 2    | 2    |
| 北勝富士 | 1    | 4    | 御嶽海   | 1    | 2    | 妙義龍   | 4    | 3    | 明生     | 0    | 2    |
| 矢後     | 0    | 1    | 豊山     | 4    | 3    | 嘉風     | 2    | 3    | 竜電     | 1    | 3    |
| 若隆景   | 0    | 1    |          |      |      |          |      |      |          |      |      |

## 改名歴
- 川端 翔伍（かわばた しょうご）2014年3月場所 - 2015年3月場所
- 大翔丸 翔伍（だいしょうまる -）2015年5月場所 -